# Milton Keynes
Pour les articles homonymes, voir Milton et Keynes (homonymie).
Milton Keynes est une ville nouvelle du Buckinghamshire, en Angleterre.
La ville est née d'une loi votée par le Parlement britannique en 1967, et gérée par une autorité unitaire depuis 1992 (comté de Milton Keynes). Avec plus de 288 000 habitants, c’est aujourd’hui la plus importante des villes nouvelles en Angleterre. Milton Keynes est également le centre urbain qui enregistre la plus forte expansion grâce à trois décennies de succès et de croissance économique rapide. 75 % des emplois concernent le secteur des services (commerce de détail, éducation, formation, conception de matériel informatique et de logiciels, secteur de la banque, des assurances et conseils en gestion d’entreprise).
La ville est depuis de nombreuses années considérée comme la « capitale énergétique du Royaume-Uni », notamment en raison de l’exigence des normes appliquées à ses bâtiments en matière d’efficacité énergétique et aussi pour avoir accueilli plusieurs grandes manifestations consacrées à l’architecture innovante. Elle est principalement connue pour être la ville où réside l'équipe de Formule 1 Red Bull Racing et où leur monoplace est développée.

## Urbanisme
Milton Keynes regroupe plusieurs villes et quartiers, d'anciens villages, tous reliés entre eux par un réseau routier dense et constitué de nombreuses autoroutes urbaines et voies rapides. L'agglomération est aisément reliée à Londres par l'autoroute britannique M1 et la grande ligne ferroviaire de la côte ouest (West Coast mainline). La ville se trouve à égale distance d’Oxford et Cambridge d'une part et de Birmingham et Londres d'autre part.
Le plan général d'urbanisation est géométrique : des routes verticales principales recoupent perpendiculairement des routes horizontales. Ces routes verticales sont numérotées V1, V2, etc. (V pour Vertical), et portent le nom de rue, street en anglais. Les routes horizontales H1, H2, etc. (H pour Horizontal), portent le nom de voies, way en anglais. Ce réseau principal est complété par un réseau secondaire qui dessert les différents quartiers, les zones d'activité et les espaces pavillonnaires. Cet ensemble de routes se croise en de nombreux ronds-points. La ville est particulièrement bien équipée en parkings.
L'agglomération est largement aérée par des espaces verts, des parcours de golf, des parcs (comme l'Ouzel Valley Park et le Campbell Park) et des lacs (comme Caldecotte Lake ou Willen Lake).
Milton Keynes dispose de nombreux espaces récréatifs et culturels (un théâtre important, un centre de loisirs aquatique, des parcours pédestres, etc.), un hôpital à Netherfield, une université à Walnut Tree.
L'agglomération est entourée de forêts (comme Brickhill) et de prairies.

## Quartiers
Milton Keynes regroupe plusieurs villes (Stony Stratford, Wolverton et Bletchley) qui forment des quartiers distincts dans le schéma d'urbanisme de la ville nouvelle :
- Newport Pagnell, au nord sur la Great Ouse river.
- Great Linford, bordé par le Manor Park.
- Stantonbury, séparé du centre de Milton Keynes par le bois de Linford.
- Neath Hill.
- Bradville, vers l'ouest.
- Wolverton, au nord-ouest, bordé par l'Ouse Valley Park, traversé par l'Iron Trunk Aqueduct.
- Stony Stratford, à l'ouest, sur la Great Ouse River.
- Two Mile Ash, où se trouve le parcours de golf d'Abbey Hill.
- Bancroft, où se trouve une villa romaine.
- Central Milton Keynes, traversé par de larges allées et qui regroupe plusieurs équipements importants : centre commercial régional, gare ferroviaire, église (City Church), poste de police, théâtre, grand stade de hockey, et le parc de Campbell. Central Milton Keynes est divisé en quartiers : Fishermead, Oldbrook et Winterhill au sud, Bradwell, Heelands, Conniburrow et Silbury au nord.
- Downs Barn.
- Springfield sur l'Ouzel River.
- Milton Keynes village, à l'est, noyau initial.
- Kingston et Wavendon, sur les limites orientales.
- Mount Farm et Bletchey, au sud de l'agglomération.
- Furzton, avec le parcours de golf de Windmill Hill à Tattenhoe.
- Shenley Church End et Crownhill, à l'ouest de la ville nouvelle.

Tous ces différents quartiers sont reliés entre eux par un important réseau routier, avec de nombreuses autoroutes urbaines.

## Lieux renommés
Bletchley Park est l'endroit où les Anglais cassèrent le code Enigma, utilisé par les Allemands pendant la Seconde Guerre mondiale. Le site abrite aujourd'hui un musée de l'informatique.
L'Open University, située à Milton Keynes, est la seule université d'enseignement à distance du pays.
En 1996, Jackie Stewart y installe le siège sa nouvelle écurie de Formule 1, Stewart Grand Prix. L'écurie est rachetée par Ford et devient Jaguar Racing à partir de 2000. Elle est ensuite vendue à la société Red Bull en fin d'année 2004 et engagée sous le nom de Red Bull Racing à partir de 2005.
Le National Bowl est un amphithéâtre naturel pouvant accueillir jusqu'à 65 000 spectateurs. Queen y a enregistré son Queen on Fire: Live at the Bowl, Green Day son Bullet in a Bible, The Prodigy le DVD live World's on Fire et Linkin Park son Road to Revolution: Live at Milton Keynes.

## Perception du public
En Angleterre, Milton Keynes n'est pas très populaire ; la ville est la cible de nombreuses plaisanteries sur sa laideur — principalement au sujet des ronds-points et vaches de béton (sculptures au nord de la ville). En outre, la ville a un système de routes principales étrange, car il existe en effet de nombreux ronds-points où les routes font des boucles.
De plus, le club de football principal de la ville était initialement situé à Wimbledon et fut déplacé à la suite de son rachat sur Milton Keynes. Le Milton Keynes Dons Football Club joue désormais en EFL League One, la troisième division anglaise où il retrouve cette saison (2016-2017) l'AFC Wimbledon (club reconstruit sur les cendres du club original).
Enfin, la ville est souvent tournée en ridicule en raison de son nom qui rappelle celui de John Maynard Keynes et de Milton Friedman, deux économistes aux idées radicalement opposées.

## À proximité
- Bedford, ville anglaise au centre-ville typique.
- Luton, et son aéroport international.
- L'université de Cranfield, mondialement reconnue pour sa formation en aéronautique.